# Casa di Spinoza (L'Aia)
La Casa di Spinoza, in olandese Spinozahuis, nota anche con il nome latino di "Domus Spinozana", è la casa-museo dedicata al filosofo Baruch Spinoza, all'Aia, nei Paesi Bassi. 
Il museo è costituito dall'edificio dove questi abitò a partire dal 1671 e dove morì nel 1677.
L'edificio è riconosciuto come Rijksmonument (monumento del regno) dallo Stato olandese.

## Spinoza all'Aia
Spinoza si trasferì all'Aia da Voorburg, il villaggio di campagna dove aveva vissuto a partire dal 1663, tra la fine del 1669 e l'inizio del 1670. All'Aia abitò dapprima in casa di una vedova di nome Van der Werve, dalla quale prese in affitto alcune stanze; nel maggio 1671 tuttavia, poiché il costo di quella sistemazione era troppo alto, si trasferì nella casa di un artista di nome Hendrik Van der Spyck, che gli affittò una stanza al primo piano. L'edificio si trovava sul Paviljoensgracht (in una zona che all'epoca si trovava alla periferia dell'Aia) ed è rimasto noto come "Spinozahuis".
Il biografo di Spinoza Steven Nadler descrive così l'ambiente nel quale viveva il filosofo:
Nella casa vivevano, oltre a Spinoza, Van der Spyck con la moglie e i figli. Con la famiglia Spinoza ebbe un rapporto amichevole: egli rimaneva spesso da solo a studiare e scrivere e a svolgere la sua professione di intagliatore di lenti per gli strumenti ottici; tuttavia si intratteneva volentieri con i padroni di casa quando ne aveva occasione. All'Aia Spinoza riceveva frequenti visite dei suoi amici e di coloro che erano stati raggiunti dalla fama delle sue opere già pubblicate; e dall'Aia egli si allontanò in alcune occasioni, per recarsi per esempio ad Amsterdam.

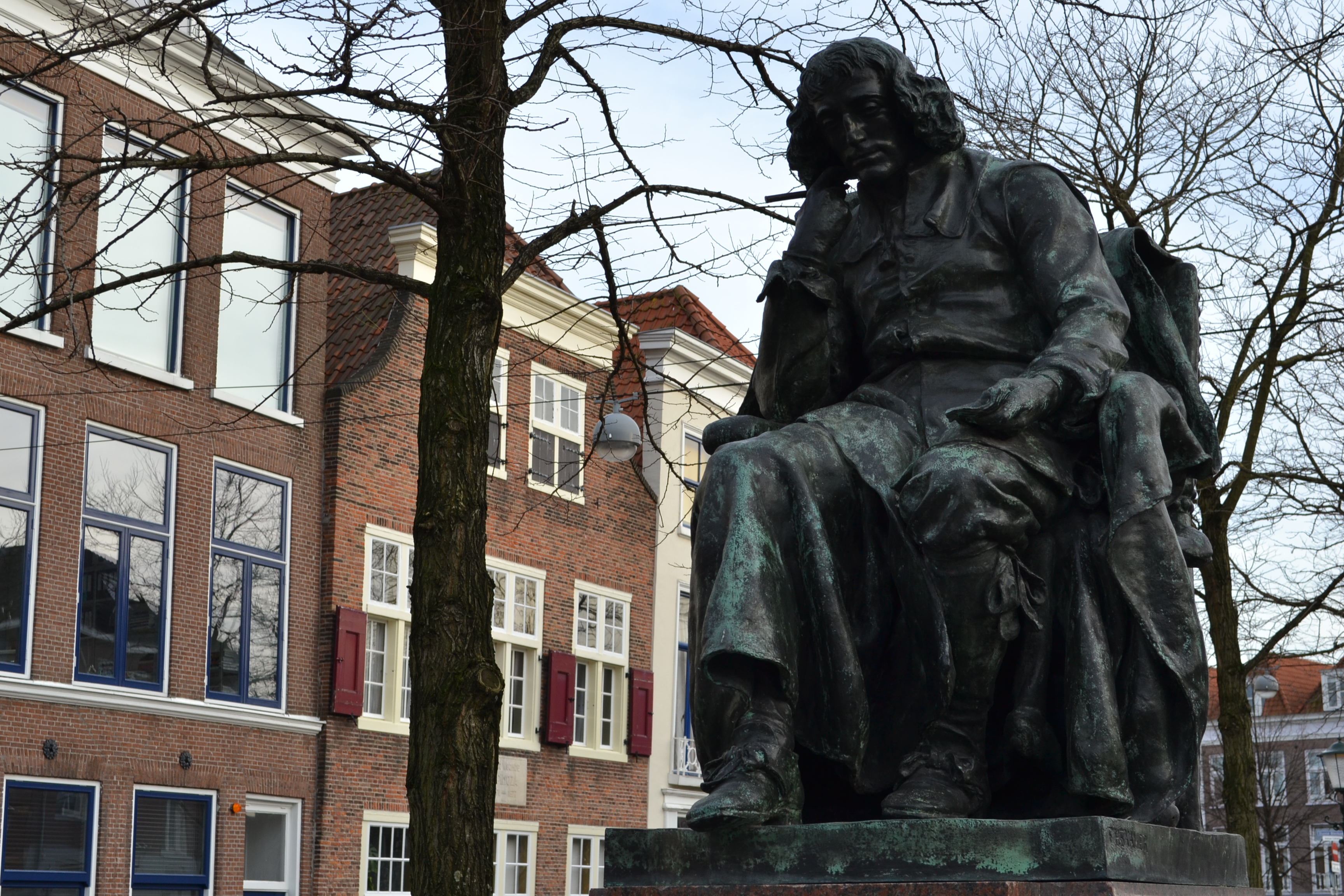
Di fronte alla casa di Spinoza è collocato un monumento dedicato al filosofo.

Da un punto di vista intellettuale, il periodo trascorso all'Aia fu dedicato da Spinoza prevalentemente al perfezionamento del suo capolavoro, l'Ethica: essa, cominciata all'inizio degli anni sessanta, era stata giudicata ormai conclusa dall'autore nel 1665, ma in realtà venne rimaneggiata fino 1675, quando fu completata la versione definitiva.
Inoltre, probabilmente tra il 1670 e il 1675, Spinoza lavorò sul suo Compendio di lingua ebraica, che rimase però incompiuto. Sempre all'Aia infine, a partire al più tardi dai mesi centrali del 1676, Spinoza si dedicò alla stesura del Trattato politico, la quale però fu interrotta dalla morte dell'autore, lasciando l'opera a sua volta incompiuta.
Spinoza morì domenica 21 febbraio 1677 nella casa di Van der Spyck sul Paviljoensgracht. Van der Spyck si occupò di organizzare il funerale di Spinoza e di inviare agli amici del filosofo, come questi aveva chiesto, le sue carte, in modo che essi potessero intraprenderne la pubblicazione.